# 藝大通車站
藝大通站（日语：／ Geidaidōri eki */?）是位於愛知縣長久手市岩作，為愛知高速交通東部丘陵線（Linimo）之車站。車站編號為L05，站名原自附近的愛知縣立藝術大學。
另外，因本站靠近豐田博物館（トヨタ博物館），所以本站副站名為「豐田博物館前」。

## 車站結構
為擁有1面2線之島式月台之高架車站。本站平常無站務員配置。
本站於出入口與站內各設置電梯1座以配合無障礙環境。
為了乘客們之安全起見在第1及第2月台，皆設置了可動式月台門。

### 月台配置
| 月台 | 路線        | 目的地                      |
| ---- | ----------- | --------------------------- |
| 1    | ■東部丘陵線 | 愛·地球博紀念公園、八草方向 |
| 2    | ■東部丘陵線 | 藤丘方向                    |

## 相鄰車站
愛知高速交通
■東部丘陵線（Linimo）
長久手古戰場（L04）－藝大通（L05）－公園西（L06）

## 外部連結
- 藝大通站 （页面存档备份，存于） - 愛知高速交通